# Rocco Buttiglione

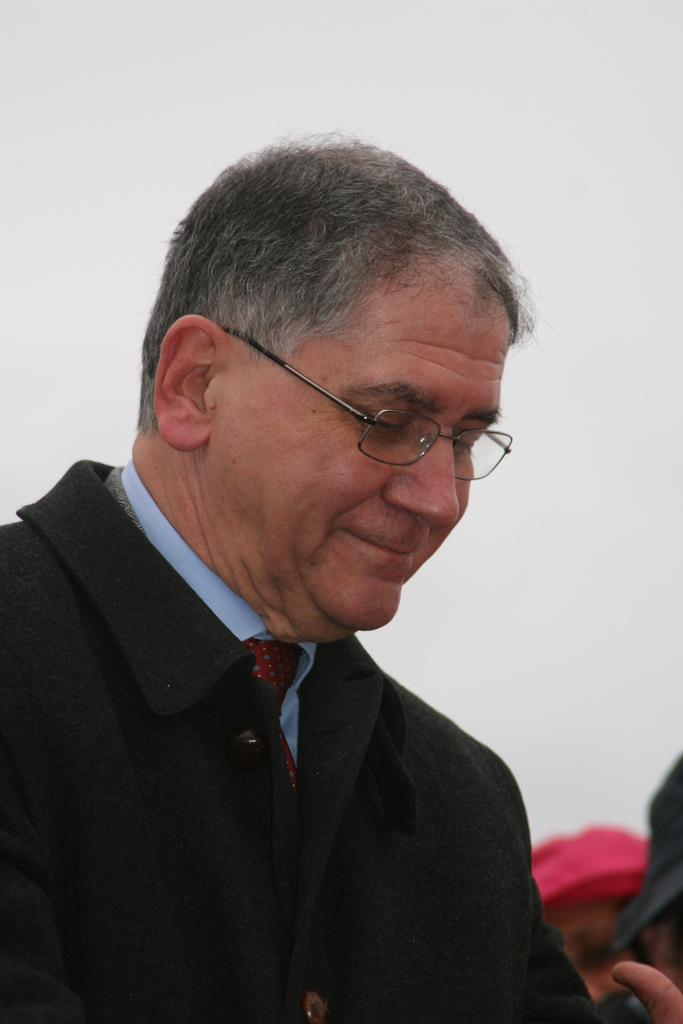
Rocco Buttiglione

Rocco Buttiglione (Gallipoli, 6 juni 1948) is een Italiaanse politicus en politicoloog. Hij is partijleider van de Unione dei Democratici Cristiani (UDC).
Hij werd door de Italiaanse regering voorgedragen als Europees Commissaris voor Justitie, Vrijheid en Veiligheid in de Europese Commissie die op 1 november 2004 zou aantreden, maar is door het Europees Parlement afgewezen, een unieke gebeurtenis in de geschiedenis van de Europese Unie.

## Vroege carrière
Buttiglione groeide op in Turijn waar hij in 1966 zijn middelbare school afrondde. Hij studeerde daarna rechten in zowel Turijn als Rome. Hierna promoveerde hij.
Hij werkte gedurende lange tijd in Rome, maar zette in 1986 de Internationale Academie voor Filosofie van Liechtenstein op. Ook werkte hij regelmatig in de Verenigde Staten.
Sinds 1994 was Buttiglione actief in het Italiaanse parlement. In het tweede kabinet van Silvio Berlusconi was hij minister van gemeenschapspolitiek.

## Afwijzing als Europees Commissaris
Oorspronkelijk zou Buttiglione op 1 november 2004 aantreden als Europees Commissaris voor Justitie, Vrijheid en Veiligheid. Hij zou daarmee de opvolger worden van de Portugees António Vitorino.

### Uitspraken over homo's en vrouwen
Buttiglione staat bekend om zijn katholieke levensbeschouwing. Op een hoorzitting voor het Europees Parlement op 7 oktober 2004 verklaarde hij desgevraagd over homoseksualiteit dat "Niet alles wat immoreel of verwerpelijk is, moet worden verboden". "Ik kan homoseksualiteit beschouwen als een zonde, maar dat heeft geen politieke gevolgen tenzij ik homoseksualiteit een misdaad noem." Hij voegde eraan toe dat dit privémeningen van hem zijn die hij gescheiden wenste te houden van zijn werk als toekomstig Europees Commissaris.

### Weggestemd
Niettemin deed deze verklaring binnen het Europees Parlement veel verzet rijzen tegen zijn kandidatuur, met name uit de hoek van liberale partijen die hierin voor een groot gedeelte werden gesteund door socialistische groeperingen.
Het was om deze reden dat op 11 oktober 2004 de Commissie voor Burgerlijke Vrijheden van het Europees Parlement de kandidatuur van Buttiglione met 27 tegen 26 stemmen heeft afgewezen. Hoewel oorspronkelijk Buttiglione's medestanders de overhand hadden in het Europarlement, stemde dat op 27 oktober 2004 tegen de voorgestelde samenstelling van de Europese Commissie-Barroso. Daarop besloot de beoogde nieuwe EC-voorzitter Barroso zijn voorstel in te trekken en een nieuw voorstel voor de samenstelling van de Europese Commissie te maken.

### Intrekking kandidatuur
Op 29 oktober 2004 maakte Buttiglione tijdens een persconferentie bekend dat hij zich terugtrok als kandidaat-Eurocommissaris (Ingrīda Ūdre, een andere omstreden kandidaat-commissaris, deed dat ook). Alleen de christendemocraten steunden hem nog, en hoewel Buttiglione zijn kandidatuur al eerder had willen opgeven, werd hij hiervan aanvankelijk weerhouden door EVP-fractieleider Pöttering. De christendemocraten wilden na de terugtrekking van Buttiglione en Udre ook hun steun voor minder omstreden socialistische (László Kovács) en liberale (Neelie Kroes en Mariann Fischer Boel) kandidaat-Eurocommissarissen laten vallen, maar zij waren op de stemming van 27 oktober wel goedgekeurd. Na vervanging van Buttiglione en Udre, verplaatsing van Kovács en behoud van Kroes en Boel kon de Commissie-Barroso I op 22 november 2004 ten slotte aantreden.
De afwijzing van de kandidatuur van Buttiglione bracht conservatief protest teweeg. Critici van deze afwijzing zien hierin een frontale aanval op de scheiding van kerk en staat en de fundamentele vrijheden, en een vorm van intolerantie in de politieke instellingen.

## "EVP moet christelijker"
In april 2009 deed Rocco Buttiglione een oproep om de christelijke waarden binnen de Europese Volkspartij (EVP), die voornamelijk uit christendemocraten en conservatieven bestaat, te versterken.